# عبد الله بن عبيد الله الحسيني
عبد الله بن عبيد الله الحسيني هو أبو محمد عبد الله بن عبيد الله الحسيني نَشُطَ قرابة 965– ق. 974 ويُعرَفُ باسم أخو مسلم، كانِ حسينيَّ النسب من الأشرافِ وَ حَكم فِلِسْطِين بالإنَابَةِ عن الإِخْشِيديّين. وعَارَضَ اسْتيلاءَ الحَسَنِ بن عبيد الله بن طغج عليها وانضم إلى القَرامِطة وَ قَاتَل مَعَهُم ضِدَّ الفاطِميين حتى عام 974م بعد هِزيمَةِ الغزو القِرمِطيّ الثّاني لِمصر في ذلك العام، وِ فَرَّ إلى الجّزيرَةِ العَربيّةِ كما طارده أَعوانٌ فَاطِمِيُّون. وفي نهاية المطاف تعرّض للخيانة من قبل حلفائه القرامطة الذين سَمَمُوهُ بالقرب من البصرة.

## عائلته
يَنحدرُ أبو محمد عبد الله بن عبيد الله من نَسلِ الحُسين بن علي بن أبي طالب من خِلال علي زين العابدين، الذي استقر في المدينة بعد استشهادِ الحُسَين في معركة كربلاء. حيث أصبح الحسينيون أبرز عائلة فيها، وفي أوائل القرن العاشر، هاجر بعضهم إلى مصر.
استقر والده عُبيدُ الله، وعمُّهُ، الحَسَن، في الرملة، كُبرى مُدن فلسطين. كان لأبي محمد عبد الله بن عبيد الله شقيقان أكبر سناً: أبو جَعفر مُسلم ابن عبيد الله الحسيني، الأخ الأكبر، ومِنهُ حمل اللقلب أخو مسلم وأخٍ آخر اسمه أبو الحُسين عِيسى. تزوّج أبو محمد عبد الله بن عبيد الله من صوفيا، شقيقة أمير مكة، جعفر بن محمد بن حسين الحسني.

## عَملُهُ تحت لواء الإخشيديّين
صوَّرت الرّوايات المُعاصرة والمؤرخين اللّاحقين أبو محمد عبد الله بن عبيد الله على أنه رجلٌ متفاخرٌ ومُتغطرس. ومن المعروف أن سيبويه المصري، كان قد سخر منه في كثير من الأحيان لهذا السبب. ومع ذلك، كان أبو محمد عبد الله بن عبيد الله يمتلك على ما يبدو بعض القدرة العسكرية، حيث عهد إليه الحاكم الإخشيدي أبو المسك كافور ولقبه الليثي السوري قيادة جيشٍ أُرسل لِحِمايَة الحج عام 965م من هجمات قبيلة بني سليم في سوريا. وعلى الرغم من أنه لم ينجح تماماً في مهمته – إلا إنها أدّت إلى وَقفِ الغارات البدويّة والقِرمِطيّة المستمرّة على قوافل الحج البريّة بصورةٍ مؤقتةٍ بعد عام 965م. وَ قبلَ بِضعة أشهرٍ من وفاته في نيسان/أبريل 968م ، عَين أبو المسك كافور أبو محمد عبد الله بن عبيد الله حاكما على فِلسْطين.
بعد وفاة أبو المسك كافور، تم تعيين الأمير الإخشيدي، الحسن بن عبيد الله بن طغج، حاكماً على سوريا وفلسطين. حيث وصل إلى الرملة لتولي منصبه، لكن أبو محمد عبد الله بن عبيد الله رفض تسليمه. وتحالف مع الزعيم البدوي تيمال الخفاجي من بني عقيل، وشنّ أبو محمد عبد الله بن عبيد الله هجوما عليه بالقرب من الرملة، لكنه هزم. لم يتخلّ أبو محمد عبد الله بن عبيد الله عن طموحاته: ويقال أنّه كان قد أعلن نفسه كخليفة وادعى أنّه المهدي. وعندما غزا القرامطة سوريا وهاجموا الحسن بن عبيد الله بن طغج في الرملة في تشرين الأول/أكتوبر 968م، انضم إليهم أبو محمد عبد الله بن عبيد الله. هُزم الأمير الإخشيدي وأُجبر على الإشادة بالقرامطة، في حين مُنح أبو محمد عبد الله بن عبيد الله، الذي تميز في المعركة، منصبا قياديا في الجيش القرمطي.

## في خدمة القرامطة ضد الفاطميين
وفقاً للمؤرخ إدريس عماد الدين بن الحسن القرشي من القرن الخامس عشر، قاد أبو محمد عبد الله بن عبيد الله البعثة الفاطمية ضد البيزنطيين في أنطاكية عام 970م، والتي تم التخلي عنها بعد هزيمة الفاطميين على يد البيزنطيين في معركة ألكسندريتا. ومن الجليّ أن هذا الأمر خاطئ، حيث كان أبو محمد عبد الله بن عبيد الله معارضاً بشدّة للفاطميين وكان في ذلك الوقت متحالفاً مع القرامطة ضدهم. وفي أيلول/أغسطس من عام971م، هَزم القرامطة بقيادة الحسن الأعصم القائد الفاطمي جعفر بن فلاح واستولوا على دمشق، قبل أن يأخذوا الرملة مرة أخرى. وانسحب الجيش الفاطمي الذي أُرسل لتعزيز ابن فلاح بقيادة سعدات بن حيان إلى يافا، وعُين أبو محمد عبد الله بن عبيد الله مسؤولاً عن محاصرته، إلى جانب القرمطي أبو المناجة عبد الله بن علي والزعيم العقيلي زلم بن موهوب، في حين قاد الحسن الأعصم الجزء الأكبر من قواته إلى مصر.
وانتهى الغزو بالهزيمة قبل الفسطاط في كانون الأول/ديسمبر، وانسحب القرامطة إلى فلسطين لإعادة تجميع صفوفهم. دخل الفاطميون في هجوم مضاد عام 972م، وتمكنوا من كسر حصار يافا. حيث كان أبو محمد عبد الله بن عبيد الله القائد الإسمي للجيش القرمطي البدوي المتحالف ضد الفاطميين، وما لبث هذه التحالف أن تفكّك عام 973 بسبب الاقتتال الداخلي بين القرامطة والبدو، ما سمح للفاطميين بالسيطرة مرة أخرى على فلسطين وجنوب سوريا. لم يدم هذا الصعود الفاطمي الجديد طويلاً، حيث أعاد القرامطة تجميع صفوفهم وطردوا الفاطميين مجددا من المنطقة عام 973م.
وفي ربيع عام 974م، شن القرامطة غزواً ثانياً لمصر، حيث دعمهم السكان المحليون، الذين أنهكتهم الضرائب الباهظة التي فرضها الفاطميون. وفي حين احتل جيش القرامطة الرئيس بقيادة الحسن الأعصم دلتا النيل، قاد أبو محمد عبد الله بن عبيد الله قوة أصغر باتجاه الجنوب، وتخطى العاصمة الفاطمية القاهرة، وخيم بين أسيوط وأخميم. ومن هناك طرد مسؤولي الضرائب الفاطميين، وجمع مال الضرائب لحسابه الخاص. وقلب ظهور أبو محمد عبد الله بن عبيد الله في مصر العلاقات الودية بين الأسرة الفاطمية وعائلات الأشراف، حيث بدأ عدد من الأشراف، وخاصة الأبناء الأصغر سناً، في التوافد تحت رايته. ومن بين الذين انضموا إليه أو حاولوا أن يكونوا تحت لوائه ابن أخيه جعفر بن مسلم، وكذلك ابن وحفيد الزعيم الحسيني شريف دمشق، وأبو القاسم أحمد بن الحسين العقيقي، وشقيق وابن الزعيم حسن شريف الفسطاط، أبو إسماعيل إبراهيم الراسي. ما أثار جزع كلٍ من الخليفة المعز لدين الله وكبير الدعاة الفاطميين أبو جعفر نصر، الذي كان قد صادق أبو محمد عبد الله بن عبيد الله قبل الفتح الفاطمي، وكان قد كتب إليه لإقناعه بالتخلي عن القضية القرمطية، ولكن دونما جدوى.
,في أوائل نيسان/أبريل، هزم أبو محمد عبد الله بن عبيد الله الجيش الفاطمي الذي أرسل للقتال في أخميم. ومع ذلك، وفي نهاية الشهر، تمكن الفاطميون تحت قيادة عبد الله، نجل المعز لدين الله، من تدمير الجيش القرمطي الرئيس بالقرب من عين شمس. واتجه الفاطميون حينئذ جنوبًا للقضاء على أبو محمد عبد الله بن عبيد الله الذي تم تحذيره عن طريق رسالة وصلته بالحمام الزاجل، والذي لا يمكنه الصمود في وجههم نظرا لصغر قوة جيشه. حيث فرّق رجاله، وهرب برفقة بدوي. وبينما كان يسقي حصانه عند النيل، نجا أبو محمد عبد الله بن عبيد الله بأعجوبة من الأسر من قبل دورية فاطميّة. حيث افتداه رفيقه البدوي مدعيّا أنه أبو محمد عبد الله بن عبيد الله، ما أتاح له فرصة الفرار وبعد رحلة شاقة رواها المقريزي بالتفصيل، تمكن أبو محمد عبد الله بن عبيد الله من عبور مصر إلى الحجاز، حيث أمل في العثور على مأوى له ولصهره.

## رحلته إلى شبه الجزيرة العربية ووفاته
عندما نزل أبو محمد عبد الله بن عبيد الله في ميناء أينونا، كادت دورية فاطمية أن تلقي القبض عليه مرة أخرى: حيث أمسك جنود بمعطفه، إلا أنه قطعه بسيفه وتمكن من الفرار بفضل سرعة حصانه. استقر في المسجد الكبير في المدينة المنورة لفترة من الوقت، حتى تم تعميم بلاغات لاعتقاله في جميع أنحاء المدينة. ثم انتقل إلى الأحساء، عاصمة دولة القرامطة في إقليم البحرين.
كان استقبالُ القرامطة له مُزريا وغير ملائم له، وغادر مرة أخرى عاقدا العزم على طلب مساعدة البويهيين في بغداد. ولكن تمت خيانته من قبل حلفائه السابقين: حيث أنه وبتهديد من البويهيين، بدأ القرامطة مفاوضات مع الفاطميين، وتحركوا للقضاء على أبو محمد عبد الله بن عبيد الله لإظهار حسن نواياهم. حيث تبعه أحد جنودهم وسمم حليبه، توفي أبو محمد عبد الله بن عبيد الله في صباح اليوم التالي، بالقرب من البصرة.